# Èfor el Jove
Èfor (grec antic: Ἔφορος, llatí: Ephorus) fou un historiador grecoromà natural de Cime, a l'Àsia Menor, anomenat generalment «el Jove» per distingir-lo del seu homònim Èfor. Va viure al segle iii.
Només l'esmenta la Suïda, que diu que va escriure una història de Gal·liè en 27 llibres, una obra sobre Corint, una sobre els alèvades i algunes més. Cal afegir que el nom de Gal·liè és només una correcció que va fer l'humanista Raffaele Maffei, car la lectura a la Suïda és Γαληνοῦ («Galenou», 'Galè').